# 佐藤悠太
佐藤 悠太（さとう ゆうた、1988年5月3日 - ）は、日本中央競馬会（JRA）・栗東トレーニングセンターの調教師。山形県上山市出身。父は元上山競馬場調教師で現金沢競馬場調教師の佐藤茂、祖父は上山競馬場元調教師の佐藤英一。

## 来歴
幼少期から父の厩舎があった上山競馬場で毎週レースを観る生活をしており小学生4年生頃から調教師を志す。
山形県立山形南高等学校を卒業後、日本獣医生命科学大学に進学し動物栄養学を専攻する。大学卒業後はノーザンファームに就職し、2012年10月にJRA競馬学校厩務員課程に入学する。競馬学校卒業後アイルランドに渡りトレイシー・コリンズ調教師の元で3カ月間競馬を学んだ。
帰国後の2013年9月から大学の先輩でもある栗東の田中章博厩舎に所属する。2016年7月に田中が死去したため一時音無秀孝厩舎に所属し、同年9月から寺島良厩舎に移籍した。
2023年12月7日、JRA調教師免許試験に7回目の挑戦で合格したことが発表された。2024年は技術調教師として栗東の杉山晴紀厩舎、美浦の田中博康厩舎などで研修を積んだ。
2025年3月に開業。同年自身の誕生日でもある5月3日に京都競馬場で行われたユニコーンステークスでカナルビーグルが勝利し、JRA重賞初出走で初勝利となった。

## 調教師成績

### 概要
|                    | 日付          | 競馬場・開催  | 競走名               | 馬名             | 頭数 | 人気 | 着順 |
| ------------------ | ------------- | ------------- | -------------------- | ---------------- | ---- | ---- | ---- |
| 初出走             | 2025年3月48日 | 1回阪神3日8R  | 4歳以上1勝クラス     | スモーキンビリー | 16頭 | 12   | 12着 |
| 初勝利             | 2025年3月23日 | 1回阪神8日6R  | 3歳1勝クラス         | カナルビーグル   | 16頭 | 1    | 1着  |
| 重賞初出走・初勝利 | 2025年5月3日  | 2回京都3日11R | ユニコーンステークス | カナルビーグル   | 13頭 | 3    | 1着  |

## 主な管理馬
- カナルビーグル（2025年ユニコーンステークス）